# Полунощница
Полу́нощница (греч. Μεσονύκτικον) в византийском обряде — одна из служб суточного богослужебного круга, посвящённая грядущим Пришествию Иисуса Христа и Страшному суду. Совершается в полночь или во всякий час ночи до утра; в монастырях Русской православной церкви обычно бывает рано утром в соединении с Братским молебном, а в современной приходской практике почти не встречается.
В латинском обряде полунощнице соответствует утреня (Matutinum), в древности называвшаяся «бдением» (Vigiliae). Первоначально она начиналась около двух часов ночи, но в эпоху Позднего Средневековья была перенесена на вечер накануне. В ходе богослужебных реформ Второго Ватиканского собора некоторые элементы латинской утрени и хвалитны были объединены в одно богослужение «Хвалы утренние» (Laudes Matutinae), а другие элементы утрени трансформированы в особое богослужение суточного круга «Час Чтений» (Officium lectionis).

## История, состав и виды
Во время гонений на христиан в Римской империи ночное время было самым безопасным для богослужения. Вместе с тем церковь всегда имела в виду, что полночь есть время по преимуществу удобное по своей тишине для сосредоточенных молитвенных бесед с Богом и для размышления о грехах и их исправлении. Так смотрит на установление полунощного богослужения Василий Великий (Второе послание к Григорию Богослову).
По мнению толкователей, полунощница установлена, во-первых, с тем, чтобы напомнить верующим молитвенный полуночный подвиг Иисуса Христа пред Его вольными страданиями (моление о чаше — Мф. 26:36-44; Мк. 14:32-39; Лк. 22:41-46); во-вторых, для постоянного напоминания о дне Второго пришествия Христова, которое, по общему верованию церкви, основанному на притче Спасителя О десяти девах (Мф. 25:1—13), имеет быть в полночь; в-третьих, наконец, для призыва верующих и в полночь к подражанию ангелам, немолчно прославляющим Господа.
Полунощница, как и любое другое чинопоследование суточного круга богослужений, может совершаться только один раз в день. В зависимости от дня, она бывает вседневная, субботняя, праздничная, воскресная и пасхальная. Современный часослов начинается с последования именно полунощниц.
Вседневная полунощница состоит из начальных молитв, покаянного 50-го псалма, 17-й кафизмы, изображающей блаженство людей непорочных, Символа веры, песни «Се Жених грядет в полунощи» с другими тропарями, молитвы часов «Иже на всякое время», Молитвы Ефрема Сирина, молитв «Господи Вседержителю, Боже сил» и «Тя благословим Вышний Боже» (теперь в Утренних молитвах), псалмов 120-го и 133-го, Трисвятого по Отче наш, заупоконых тропарей с молитвой, отпустом и заключительной ектениёй.
Субботняя полунощница отличается тропарями и молитвами; на ней вместо 17-й кафизмы читается 9-я кафизма.
Праздничная полунощница должна служиться, когда по Уставу положено Всенощное бдение, которое по какой-либо причине не совершается, а также и в некоторые другие православные праздники. На них по первом Трисвятом тропарь праздника, по втором — кондак праздника; заупокойная молитва опускается.
Воскресная (и пасхальная) полунощница состоит только из первой части, отличается ипакоими вместо тропарей, каноном вместо 17-й кафизмы, молитвой Троице — вместо Символа веры.
Пасхальная — единственная полунощница, которая совершается во всех православных храмах — перед пасхальным крестным ходом и следующей за ним утреней.
Архиепископ Фессалоникийский Симеон описывает полунощницу следующим образом:

В полночь, или немного спустя, когда пробьют в доску, как бы изображая последнюю трубу Ангела, все пробуждаются ото сна, как от смерти.
Потом, когда священник, изображающий Христа и имеющий Его священство, в притворе храма, словно на земле пред небом, благословит (так как должно начинать молитвы священнику, притом же и ему, как и всем, надлежит начинать от Бога), тогда братия все вместе говорят: слава Тебе, Боже наш, слава Тебе, и читают, что следует по порядку. Первым делом до́лжно воздать славу Богу и потом уже продолжать то, что следует.
— Симеон Солунский
В Греции и в некоторых других православных странах (в том числе у русских старообрядцев) Полунощница до сих пор заменяет утренние молитвы. В период Пасхальной седмицы вместо полунощницы совершается Пасхальный час.